# Isaac Atanga
Isaac Atanga (* 29. Juli 2000 in Nkoranza) ist ein ghanaischer Fußballspieler. Der Flügelspieler kam in seiner Jugend nach Dänemark.

## Karriere
Atanga entstammt der bekannten Right to Dream Academy und wechselte Sommer 2018 in die Nachwuchsabteilung des dänischen Erstligisten FC Nordsjælland, ein Kooperationsverein von Right to Dream. Bereits im Februar 2018 hatte er mit dem Verein aus Farum ein Testspiel absolviert. Zu Beginn bestritt er hauptsächlich Spiele für die U19-Mannschaft, kam aber auch vereinzelt in der Reserve zum Einsatz. Am 14. April 2019 (29. Spieltag) absolvierte er bei der 1:2-Heimniederlage gegen den Esbjerg fB sein Debüt in der höchsten dänischen Spielklasse, als er in der 73. Spielminute für den Finnen Oliver Antman eingewechselt wurde. In der Saison 2018/19 bestritt er insgesamt zwei Ligaspiele für die erste Mannschaft.
Am ersten Spieltag der nächsten Spielzeit 2019/20, dem 14. Juli 2019, stand er beim 3:0-Auswärtssieg gegen den AC Horsens erstmals in der Startaufstellung und erzielte in diesem Spiel seinen ersten Treffer. Er etablierte sich in dieser Saison als Stammspieler unter dem Trainer Flemming Pedersen und erzielte in 34 Ligaeinsätzen sieben Tore. In der Saison 2021 lief er bis Ende März 19 Mal auf und schoss vier Tore.
Anschließend wechselte er in die Major League Soccer zum FC Cincinnati.